# Raisonnements divins
Raisonnements divins est la traduction française de Proofs from THE BOOK, livre de Martin Aigner et Günter M. Ziegler qui rassemble un ensemble de résultats mathématiques dont les démonstrations surprennent par leur élégance.
Le titre anglais est un hommage au mathématicien Paul Erdős (1913-1996), et la date de parution (mars 1998) devait initialement coïncider avec le 85e anniversaire de ce dernier, comme les auteurs s'en expliquent dans la préface. Erdős aimait en effet évoquer « The Book », le livre où Dieu inscrit les preuves parfaites des théorèmes de mathématiques.
Le livre connaîtra plusieurs éditions successives chez Springer : 1998, 2001, 2003, 2010. Les deuxième, troisième et quatrième éditions en langue anglaise seront traduites en français en 2001, 2006 et 2013. Dans la quatrième édition, les preuves sont réparties en quarante chapitres, chacun s'adressant à un théorème précis et à ses généralisations ou ses conséquences, regroupés en cinq sections représentant de nombreux domaines des mathématiques : théorie des nombres, géométrie, analyse, combinatoire, théorie des graphes ; les auteurs, suivant le projet initial de Erdős, se sont limités à des mathématiques accessibles à des lecteurs ayant suivi le premier cycle universitaire (undergraduates) ; beaucoup de ces « raisonnements divins » ne demandent d'ailleurs que les connaissances de l'enseignement secondaire.
Parmi les sujets abordés, on trouve six démonstrations de l'existence d'une infinité de nombres premiers, dont la preuve élémentaire (due à Erdős) de ce que la série des inverses des nombres premiers diverge, la démonstration de Cantor de la non-dénombrabilité des réels, des démonstrations de l'irrationalité de {\displaystyle e^{p/q}} et de {\displaystyle \pi }, une démonstration « en une phrase » (due à Don Zagier) du théorème des deux carrés de Fermat, ou encore (dans la quatrième édition) une démonstration du théorème de Monsky. Le problème de la galerie d'art est évoqué au chapitre 35 : « Comment surveiller un musée ».

## Éditions successives
- Première édition anglaise : Proofs from THE BOOK, Springer, 1998  (ISBN 3-540-67865-4)
- Deuxième édition anglaise : Proofs from THE BOOK, Springer, 2001  (ISBN 3-540-63698-6)
- Première édition française : Raisonnements divins, Springer, 2001  (ISBN 2-287-59723-9)
- Troisième édition anglaise : Proofs from THE BOOK, Springer, 2003  (ISBN 3-540-40460-0)
- Deuxième édition française : Raisonnements divins, Springer, 2006  (ISBN 2-287-33845-4)
- Quatrième édition anglaise : Proofs from THE BOOK, Springer, 2010  (ISBN 3-642-00855-0)
- Troisième édition française : Raisonnements divins, Springer, 2013  (ISBN 2-817-80399-X)
- Cinquième édition anglaise : Proofs from THE BOOK, Springer, août 2014  (ISBN 3-662-44204-3)